# كلثوم بن الهدم
كلثوم بن الهدم (المتوفي سنة 2 هـ) صحابي من الأنصار من بني عبيد بن زيد من الأوس، أسلم قبل قدوم النبي محمد إلى يثرب، وهو الذي نزِل النبي محمد إليه عند قدومه من مكة إلى يثرب، وأقام عنده أربع ليالٍ.
توفي كلثوم بن الهدم قبل غزوة بدر بفترة قصيرة، وقال الطبري أن كلثوم بن الهدم هو أول من مات من الأنصار بعد مجيء النبي محمد إلى المدينة المنورة.